# Ronde van de Toekomst
De Ronde van de Toekomst (Frans: Tour de l'Avenir) is een continentale wielerwedstrijd die sinds 1961 bijna ieder jaar wordt verreden in Frankrijk.
De wedstrijd werd voor het eerst in 1961 georganiseerd. Aanvankelijk was het een amateurwedstrijd die onderdeel was van de Ronde van Frankrijk, vanaf 1968 was ze daarvan onafhankelijk en vanaf 1981 mochten ook professionals meedoen. Vanaf 1992, toen de organisatie in handen kwam van de Société du Tour de France, kunnen alleen renners tot en met 25 jaar deelnemen, ongeacht of ze professional zijn of niet.
Tussen 1972 en 1978 heette de wedstrijd Trophée Peugeot de l'Avenir, tussen 1986 en 1990 de Ronde van de Europese Gemeenschap.
Vooral in de jaren dat de ronde slechts voor amateurs en jonge renners openstond, werd een goede klassering in de ronde gezien als een goed teken voor een grote profcarrière.
Bekende winnaars van de Ronde van de Toekomst zijn onder andere Felice Gimondi, Joop Zoetemelk, Laurent Fignon, Greg LeMond, Miguel Indurain, Johan Bruyneel, Denis Mensjov, Bauke Mollema, Jan Bakelants, Nairo Quintana en Tadej Pogačar.
Bij de vrouwen werd in 2023 de eerste editie georganiseerd. De start van deze editie was een dag na de finish van de manneneditie van hetzelfde jaar.

## Mannen

### Meervoudige winnaars
| Overwinningen | Renner                   | Land        | Jaren       |
| ------------- | ------------------------ | ----------- | ----------- |
| 2             | Sergej Soechoroetsjenkov | Sovjet-Unie | 1978 + 1979 |

### Overwinningen per land
| Overwinningen | Land |
| ------------- | --- |
| 19            | Frankrijk                                                                                                   |
| 12            | Spanje |
| 6             | Colombia |
| 4             | België, Italië                                                                                              |
| 3             | Nederland                                                                                                   |
| 2             | Noorwegen, Rusland, Sovjet-Unie                                                                             |
| 1             | Duitse Democratische Republiek, Denemarken, Mexico, Slovenië, Verenigd Koninkrijk, Verenigde Staten, Zweden |

## Vrouwen
Sinds 2023 wordt deze wedstrijd ook bij de vrouwen verreden.

### 2023
De eerste editie bij de vrouwen bestond uit vijf etappes, inclusief een tijdrit. Deze wedstrijd vond plaats tussen 28 augustus en 1 september en bestond uit vijf etappes. Winnares van deze editie was Shirin van Anrooij, die tevens de vijfde etappe en het bergklassement won.

### 2024
De tweede editie, in 2024, bestond uit vier etappes, waaronder een proloog. Deze editie werd gewonnen door de Franse Marion Bunel, beste Nederlandse was Eline Jansen. Bunel won ook het jongerenklassement en werd tweede in zowel het punten- als bergklassement. 

### Overwinningen per land
| Overwinningen | Land                 |
| ------------- | -------------------- |
| 1             | Frankrijk, Nederland |

1961 · 1962 · 1963 · 1964 · 1965 · 1966 · 1967 · 1968 · 1969 · 1970 · 1971 · 1972 · 1973 · 1974 · 1975 · 1976 · 1977 · 1978 · 1979 · 1980 · 1981 · 1982 · 1983 · 1984 · 1985 · 1986 · 1987 · 1988 · 1989 · 1990 · 1991 · 1992 · 1993 · 1994 · 1995 · 1996 · 1997 · 1998 · 1999 · 2000 · 2001 · 2002 · 2003 · 2004 · 2005 · 2006 · 2007 · 2008 · 2009 · 2010 · 2011 · 2012 · 2013 · 2014 · 2015 · 2016 · 2017 · 2018 · 2019 · 2020 · 2021 · 2022 · 2023 · 2024